# Finnbogi Ísakson
Finnbogi Ísakson (* 7. Februar 1943 in Klaksvík, Färöer; † 7. September 2005 in Tórshavn) war ein färöischer Journalist, Schriftsteller und Politiker des republikanischen Tjóðveldisflokkurin.
Finnbogi wurde 1943 als Sohn von Anna (geb. Wolles aus Trøllanes) und Jógvan Isaksen (aus Leirvík) geboren. Am 1. Dezember 1983 heiratete er in zweiter Ehe Ása Justinussen aus Tórshavn. Aus erster Ehe mit Lita Godtfred hatte er die Söhne Jón und Høgni.
Als ausgebildeter Journalist war er 1963 bis 1974 Redakteur des Útvarp Føroya, anschließend bis 1975 Herausgeber und Chefredakteur des Tíðindablaðið, das eingestellt wurde, als er ein Ministeramt übernahm, von 1979 bis 1984 Freelancer, danach bis 1988 Programmdirektor des Sjónvarp Føroya und von 1991 bis 1993 Herausgeber des 14. September, der Parteizeitung von Tjóðveldisflokkurin.
Bereits 1966 wurde Finnbogi Ísakson im Alter von 23 Jahren ins Løgting gewählt. Er ist damit in der Geschichte der Färöer der zweitjüngste Abgeordnete bisher gewesen. Diesen Sitz hatte er durch mehrfache Wiederwahlen bis 1984 inne, als er nicht mehr antrat. Von 1990 bis 2002 war er erneut Løgtingsabgeordneter. In der Legislaturperiode von 1998 bis 2002 war er auch Präsident des Løgtings. 1975–1979, 1989 und 1993–1994 war Finnbogi Ísakson Minister in der Landesregierung der Färöer.
Neben der journalistischen Arbeit schrieb Ísakson einige Bücher und übersetzte auch Werke aus anderen Sprachen ins Färöische, die aber bisher nicht gedruckt wurden. Sein letzter großer Auftritt als Moderator und Autor war die Lesung seiner Übersetzung des norwegischen Romans Sverri Kongur über König Sverre, der im 12. Jahrhundert auf den Färöern aufwuchs. Die Sendung wurde im Sommer 2005 im Färöischen Radio in mehreren Teilen ausgestrahlt.
Finnbogi Ísakson erkrankte im Sommer 2005 schwer und starb im September nach kurzem Leiden im Alter von 62 Jahren.

## Werke
- 1972 – Rím og reyp, tættir
- 1983-1995 – Tilburðir í okkara øld, 3 Bd. (Herausgeber, Artikel aus färöischen Zeitungen und Zeitschriften)
- 1988-1992 – Aftur og fram, 4 Bd.